# ヒョウガエル
ヒョウガエル (学名：Lithobates pipiens , 英名：leopard frog) は、アカガエル科の仲間である。北アメリカでは代表的な種である。

## 分布
北アメリカ東部、ロッキー山脈の西側に生息。

## 形態
体長は5.1~12.7cm。体型はトノサマガエルに似ている。名前の通り、足と背中にヒョウの模様がある。背中は緑色から褐色で、黒い楕円形の斑点模様がある。体色は緑色、赤胴色、ブロンズ色の様々な個体がある。メスはオスよりも僅かに体のサイズが大きい。オスは鳴のうと婚姻瘤がある。

## 生態
沼や池の近くに生息。ごくたまに草原やゴルフ場でも見られる。水草が繁茂したゆっくり流れる小川でよく見られる。寒い環境に適応し、標高3000mに生息。
食性は動物食で、昆虫、カエルなどを食べる。
繁殖形態は卵生で、北部では3〜6月、南部では1年中、浅い池に産卵する。

## 人間との関わり
北米では解剖、足は食用など食べられていた。1970年代初め頃、環境汚染、森林破壊、酸性雨などの理由で自然の脅威にさらされている。
1952年にロバート・ブリッグスとトーマス・キングが行った実験において、ヒョウガエルの胞胚期細胞を同種の未授精卵に核移植することで、核移植卵からオタマジャクシが発生することが確認されている。